# Historia del estado de Chihuahua

## Los Estados deChihuahuayDurango
Por el decreto de 19 de julio, 1823, el congreso supremo decretó la división de Nueva Vizcaya en dos provincias, a ser conocidas como Chihuahua y Durango, respectivamente, la capital del anterior recibiendo el título de ciudad y siendo el asiento de un diputación provincial. El acto era justo para Chihuahua, ya con una población mayor a los 100,000 habitantes, necesitando una administración separada de la que residía en el distante Durango. Sin embargo, un partido persuadió al congreso para unir las dos provincias, incluyendo Nuevo México, bajo la denominación Estado Interno del Norte, con la capital en Chihuahua. Durango, sin embargo, levantó objeciones. Exigió que su principal ciudad fuera conservada como capital, o que le hicieran un estado o un territorio separado, sobre la base de su gran población, y por tener recursos muy superiores a los de Chihuahua y de varios estados ya existentes.
La petición encontró respuesta, y el 22 de mayo y 6 de julio, de 1824, la separación fue confirmada, Nuevo México siendo declarado un territorio de la federación. En el año siguiente los dos estados, publicaron su constitución, del acuerdo con la ley orgánica federal de la república. Chihuahua habiendo establecido solamente una cámara legislativa de once diputados, mientras que Durango un senado de siete miembros.

## Conservadores y Liberales
En la legislatura constitutiva, los grupos escocés y yorkino, (o conservador y liberal), ya se enfrentaban con los apodos de Chirrines y Cuchas. Pronto los militares quedaron inscritos como tercer partido para velar por sus intereses. Las elecciones para la primera legislatura regular fueron disputadas, y no fue hasta el 1 de mayo, 1826, que el cuerpo fue instalado en forma incompleta. Los liberales triunfantes lo controlaron y no pudieron evitar dirigirse contra el clero, los cuales respondieron fomentando una conspiración el 4 de agosto. Esta fue descubierta puntualmente con la ayuda de informadores, y fueron tomadas las medidas más severas contra el partido, otorgándosele poderes adicionales al gobernador, Santiago Baca Ortiz de Durango, diputado al primer congreso nacional, y líder del partido yorkino.

## Rebelión de González en Durango
Durante este período hubo infinidad de revueltas,, una de las cuales en noviembre tuvo el mismo resultado; otra ocurrió en marzo de 1827, cuando el teniente J. M. González se proclamó Comandante General, arrestó al gobernador, disolvió la legislatura, y aterrorizó a los liberales, generalmente, asistido por las mujeres, que lo sentían como deber para sostener sus confesores (el clero). El gobierno general tomó medidas pronto para eliminar el movimiento, enviando al general Parras, cuya presencia fue suficiente para disiparlo, los hombres de González se pasaron al bando contrario y su líder huyó. El Comandante General J. J. Ayestaran fue substituido por José Figueroa. Las elecciones siguientes fueron tan insatisfactorias como las anteriores, hasta que finalmente el gobierno supremo interfirió, y logró un acuerdo para el movimiento en favor del interés yorkino, este partido tenía el control en México, eligiendo a Vicente Guerrero a la presidencia. Los desórdenes en México en 1828, produjeron un alboroto entre las facciones en el norte, y la instalación de la nueva legislatura no ocurrió hasta mediados del año siguiente. Incluso entonces fue disuelta rápidamente por el Gobernador Baca, que lo substituyó por uno yorkino. Al ser derrocada en diciembre la administración liberal de Guerrero, el coronel Gaspar de Ochoa se pronuncia a favor del vicepresidente Bustamante, y en febrero de 1830, provoca otra rebelión en oposición al nuevo gobernador, F. Elorriaga, a quien arrestó junto con otros prominentes yorkinos. Entonces convocó la legislatura que había sido disuelta por Baca. Las autoridades civiles y militares ahora eran dirigidas por J. A. Pescador y Ochoa.

## Chihuahua y Vicente Guerrero
Las características generales de los eventos en Durango se aplican también a Chihuahua, aunque en una forma modificada. La primera persona elegida bajo la nueva constitución de 1825, era Simón Elías González, que estando en Sonora, fue inducido para permanecer allí, tomando su lugar J. A. Arce en Chihuahua. En 1829, sin embargo, González se convirtió en el comandante general de Chihuahua, habiendo puesto término a su cargo en la costa del oeste. Arce demostró ser menos yorkino que su contraparte de Durango. Aunque fue incapaz de oponerse al clamor popular para la expulsión de los españoles, él peleó pronto con la legislatura, (la cual se declaró firmemente con Guerrero), y anunciando su ayuda la revolución de Bustamante, suspendió el Congreso, en marzo de 1830, a ocho miembros de ese cuerpo, el vice-gobernador, y varios otros funcionarios, y los expulsa del estado. El mismo curso fue seguido por el Gobernador J. I. Madero, que lo sucedió en 1831, asociado a J. J. Calvo como comandante general, dictó leyes rigurosos contra las sociedades secretas, que se suponían la causa principal de la tendencia anticlerical entre liberales.

## Durango, Chihuahua y Bustamante
En su primer desacuerdo contra el Gobierno en México. En mayo de 1832, José Urrea, un oficial en ascenso, emprendió a apoyar la restauración del presidente Pedraza, y el 20 de julio, el Gobernador Elorriaga fue reinstalado, y derrocada a la minoría legislativa Conservadora, al mismo tiempo, Baca fue traído para asistir a formar a una nueva legislatura, la cual se formó el 1 de septiembre. Al estar Chihuahua, sin demostrar ningún deseo de imitar el movimiento en Durango, Urrea se preparó para invadir el estado. El Comandante General J.J.Calvo amenazó tomar represalias, y el conflicto se aparecía inminente cuando la entrada de Antonio López de Santa Anna en México poner fin al conflicto, esperando ambos gobiernos el desarrollo de los acontecimientos en la capital del país.

## Durango y Santa Anna
El primer acontecimiento importante fue el destierro del obispo Zubiria para resistirse a la ley referente a sacerdotes y otros poderes en la iglesia; algunos estados occidentales se unieron en una coalición de breve duración para sostener el sistema federal. Sin embargo, esto tenía a Santa Anna alarmado debido a los esfuerzos imponentes del partido clerical.
Así que la legislatura y el gobernador siguieron el ejemplo adoptando, en julio de 1834, el plan de Cuernavaca, que puso un límite a las reformas. Pero tal era su tibieza en hacerla cumplir que el oficial en jefe, coronel J. I. Gutiérrez, en septiembre el 3, el jefe de la guarnición, confirmó el plan, y al mismo tiempo declaró el fin de la legislatura y del término del gobernador. En una convención de los ciudadanos llamados para elegir a nuevo líder provisional, el obtuvo naturalmente el voto, con P. J. Escalante como su sub-comandante, y un consejo para dirigir la administración.
En vista del interés en discontinuar tales deposiciones radicales de las autoridades del estado, Antonio López de Santa Anna pidió el restablecimiento de Mendarozqueta, asociado a Ochoa como comandante general. Gutiérrez se rindió, pero Escalante rechazó entregar la oficina. En medio de manifestaciones violentas, con lo cual convocaron a las tropas de Zacatecas. Su acercamiento dio la fuerza a la mediación de vuelta del prelado Católico, y el cambio fue efectuado sin violencia. La elección que sobrevenía trajo a nueva legislatura, con los gobernadores conforme al cambio de clima político. Sin embargo, en septiembre 1835 influencias políticas trajeron a José Urrea, de tendencias federalistas, ahora general de brigada.

## Chihuahua y Santa Anna
En Chihuahua, donde la reacción de Farias había sido menos activa, el Plan de Cuernavaca fue adoptado en julio de 1834, con respeto reservado a la decisión nacional. Al mismo tiempo el viejo favorito, Simón Elías González, últimamente nombrado comandante general, era nombrado gobernador, mientras que las autoridades supremas confirieron el comando militar en el coronel J. J. Calvo, cuya firmeza había ganado alabanzas bien merecidas. El estado estaba en el medio de una guerra con los Apaches, que requirió la concentración de todas las energías y recursos para la defensa. Después de una revisión de la situación, Simón Elías González declaró que los intereses del territorio serían servidos lo mejor posible uniendo el poder civil y militar, por lo menos mientras que la campaña duró. Durante ese tiempo sin embargo al oposición se fortaleció y dimitió. Esta abnegación ejemplar no fue en vano, para 1837 él era restaurado por aclamación

## Rebeliones e Incursiones Apaches
Ver Ataques Apaches a México, para una descripción detallada de los ataques contra y de los Apaches durante el siglo XIX, éste fue el principal problema de Chihuahua durante todo el siglo XIX.

## Chihuahua, Durango y Santa Anna en 1839
En 1839, inicio la revuelta federalista que Urrea mantuvo en el noroeste y el este por dos años, y en 1841 el general del comandante, J. A. Heredia, se unió al pronunciamiento de Guadalajara por Paredes, que, exigiendo una constitución reformada, trajo la dictadura debajo de Santa Anna.
Este movimiento oportuno procuraba para él la gubernatura, pero su tardanza en secundar la revolución del mismo líder contra el dictador, a finales de 1844, redujo bastante sus perspectivas.
La vuelta ahora a un sistema federal trajo al Brigadier Mendarozqueta en su lugar. En Chihuahua, la asamblea y gobernador, General Mariano Monterde, intentaron resistir el movimiento contra Santa Anna, y al fallar en esto, el último colocaba de responsable de la administración al diputado Luis Zuloaga Trillo.
El carácter y los abusos de este hombre provocaron protestas escandalosas, y en junio de 1845, el comandante Ugarte lo obligó a él y a varios diputados a dimitir, con lo cual Ángel Trías fue instalado como gobernador.
Ni este gobernador ni las autoridades civiles de Durango favorecieron la sublevación del General Paredes a finales del año, solamente tuvieron éxito en ganar instalación de Irigoyen en lugar de Ángel Trías.
En Durango, las tropas resueltas para proclamar Paredes, y Heredia se aprovecharon de él para ganar el control; pero García Conde hizo un gala de diplomacia resuelto al frente de la milicia, y persuadió al gobernador en someterse al nuevo presidente, con lo cual el orden fue restaurado.

## La Amenaza de la Invasión
Los habitantes incluso aguantaron durante algún tiempo a la interrupción del caravana por tierra con los Estados Unidos, originada en los últimos años con gran ventaja a estas poblaciones tan lejos de los mercados del centro de la república, aunque dicha caravana fue abierta de nuevo en marzo de 1844. Conforme las perspectivas de la guerra aumentaron, las tropas eran enviadas a estas secciones centrales de la frontera, Se nombró a Filisola comandante de las fuerzas en Zacatecas. Durango y Chihuahua, aumentándose sus fuerzas con 1000 hombres de San Luis Potosí, trayendo 10 unidades de batería, (en esos años la Guardia Nacional podía ser enviada fuera de los estados de origen). El 11 de julio de 1846 el Congreso de Chihuahua decretaba el enlistamiento de 6000 hombres. No habiendo exhibido un celo aceptable al de los partidarios de la Guerra, el gobernador Irigoyen, fue sustituido a favor del enérgico Ángel Trías, que era conocido por sus sentimientos contra los americanos. El cambio era oportuno, porque él dio un impulso decidido a los preparativos, buscando la cooperación económica entre su gente, forzando préstamos de parte de los municipios. Con a los cuales se equipó y organizó a los numerosos voluntarios. Esta autosuficiencia era necesaria pues la ayuda prometida por la república disminuyó a una pequeña contribución de armas (solo se recibieron 1000 mosquetes), y de algunas tropas de Zacatecas y de Durango, traída por el poco estimado Heredia. En Durango el Obispo estimaba que se reunieron $80, 000 pesos para el fondo de Guerra y 3000 voluntarios, Otra fuerza de 500 hombres fue traída desde Durango a Chihuahua por el Coronel Cuilty que salía el 27 de noviembre de 1846 trayendo además 4 cañones, llegando el 12 de diciembre.

## Batalla de El Bracito

Batallas de la Guerra de Intervención Estadounidense en Chihuahua.

Después de la invasión de Nuevo México por las tropas de Estados Unidos, se envió un cuerpo de 12,000 hombres a la frontera para detener su avance a Chihuahua, estando al mando del Teniente Coronel Vidal (habiendo caído enfermo el Coronel Cuilty de Durango). Impaciente por enfrentar al enemigo, este cuerpo pasó más allá de El Paso, y A. Ponce, (que había sido enviado adelante con 500 de la caballería, 70 de infantería, y un obús de Chihuahua , aunque los americanos ponen su número entre 1100 a 1220, incluyendo la milicia), atacaron el 25 de diciembre, repentinamente al enemigo acampando descuidadamente en El Bracito (a veinte millas de El Paso, en el Río Bravo). Estos formaron a cuerpo principal de 500 hombres bajo las órdenes del coronel Doniphan, a quien había sido ordenado proceder de Santa Fe, a reforzar la columna de Whool, quien se esperaba que estuviera en la posesión de esa ciudad. Tan completa era la sorpresa que los americanos no tuvieron tiempo para ensillar y para montar sus caballos. Pero Ponce perdió su oportunidad, formando su fuerza para la batalla, que habiendo terminado cuidadosamente, envió una bandera negra con un emplazamiento a la entrega, la alternativa era un ataque sin cuartel. Los americanos, sin embargo, se habían recuperado de su confusión, habían tomado sus armas, y se habían formado en línea. Doniphan respondió al ultimátum con una invitación enfática a la carga, donde el fuego a distancia se inició sobre el enemigo, entregándose un fuego ruidoso pero ineficaz. Después, la caballería, con Ponce a la cabeza, se hizo a la carga, pero cuando cayeron dentro del alcance de los americanos, que habían retenido hasta ahora su fuego, comenzaron un fuego mortal que lanzó al enemigo en desorden. La columna posterior de Doniphan ahora aparecía de apresurarse adelante, con lo cual se inició la lucha cuerpo a cuerpo, al final los mexicanos abandonaban su obús, dejando cerca de dos docenas de muertos en el campo. Los restantes y Vidal se retiraron a Chihuahua, y en el 27 de diciembre de 1846 el enemigo ocupaba El Paso.

## Batalla de Sacramento
Conociendo que las tropas de Wool no habían avanzado sobre [[Chihuahua 
(estado)|Chihuahua]], Doniphan permanecería por algunas semanas en el El Paso, aguardando la llegada de su cañón, que llegó a inicios de febrero de 1847, reuniendo seis piezas. El 8 de febrero de 1847 reinició su marcha, su fuerza ahora era de 924 hombres, principalmente de Misuri. Acompañaba un tren de 315 carretas de largamente retrasada caravana comercial para Chihuahua. Así retrasado, la marcha de Doniphan era lenta a lo largo de una ruta árida, dando tiempo a los chihuahuenses de prepararse para la defensa. Veinte millas de norte del capital dos cadenas de montañas en el este y el oeste se unen por una serie de colinas, a través de las cuales esta el paso de Sacramento con el camino a El Paso. Dos elevaciones, el del Cerro de Sacramento en el oeste, y otro al noreste de él, están a los lados de la entrada. En la actualidad (2007) ahí llegan los límites al Norte de la Ciudad, donde se ha erigido un obelisco en memoria de los caídos. Aquí el Comandante General Heredia, de acuerdo con el gobernador, tomó su posición contra el invasor, apoyado por una fuerza de cerca de 2.000 hombres bien armados, aunque Doniphan reportó que las fuerzas del enemigo eran la caballería de Durango y Chihuahua con los dragones de Veracruz 1.200, infantería de Chihuahua 1.200, 300 artilleros, y 1.420 rancheros a los que se armó con los lazos, lanzas, machetes, y hoces; llegando a un total de 4,120 hombres. Heredia fue asistido al comando por Conde, Ángel Trías, Justiniani, y Ugarte, y protegido por un sistema líneas fortificadas (Doniphan da el número en 27) con diez piezas de artillería. El 28 de febrero los americanos eran vistos al acercarse. La fuerza de Doniphan era bien conocida, y así de confiados estaban los chihuahuenses de destruirla, que fueron hechos preparaciones en la ciudad para celebrar el triunfo previsto. Se ha relatado que las cuerdas habían sido preparadas con las cuales para atar a Doniphan y a sus hombres para enviarlos a México. Un reconocimiento rápido reveló a Doniphan que al sistema de líneas defensivas se le podría dar vuelta fácilmente en el oeste. Al llegar, a una distancia favorable él se desvió repentinamente a la derecha y ganó una meseta elevada.
Notando su equivocación, los mexicanos se esforzaron para contraatacar el movimiento avanzando a su caballería. El movimiento no fue efectuado con suficiente rapidez, porque el enemigo desenfundó sus armas y abrió un fuego tan destructivo sobre los hombres a que, no acostumbrados a la artillería, se retiraron detrás de los atrincheramientos. Los americanos continuaron avanzando, y plantaron dos obuses de doce libras, bien apoyados por la caballería, contra la línea. El fuego de estas piezas era muy eficaz, mientras que la artillería mexicana fue inutilizada con una orden mal entendida para mover una porción de ella al del Cerro de Sacramento, se les ordenó mover todas las piezas de artillería de las fortificaciones al Cerro, sin embargo al caballería se movió en la misma dirección, Heredia al darse cuenta del error trato de corregirlo pero solo aumentó la confusión. Mientras que acercaban al tiro de los de Misuri, éstos desmontaron y dispararon sus rifles con mejor puntería. Fortificación por fortificación fueron tomadas, y desde aquí las piezas tomadas cañoneaban ahora hacia el Cerro de Sacramento con piezas de seis libras; y la batería en el del Cerro de Sacramento, que, durante el combate había mantenido un fuego inofensivo, fue tomada por el asalto. Los mexicanos huyeron en todas direcciones, dejando 300 muertos e igual número de heridos. Cuarenta presos, diez piezas de artillería, y una gran cantidad de provisiones (6.000 dólares, 50.000 ovejas, etc) cayeron en las manos de los norteamericanos, que reconocieron la pérdida de dos hombres, además de algunos heridos, aunque en el reporte final al Congreso de los Estados Unidos solo reportaron una baja.

## 1847
Ángel Trías se retiró con las autoridades y los remanentes del ejército a Parral, dejando a Doniphan la entrada de Chihuahua. La posición de esta última era algo difícil, en el medio de un país hostil, varios cientos de millas de otras secciones del ejército, sus fuerzas integradas por voluntarios impropios para el deber de la guarnición, sin ropas o pago, y casi al fin de su comisión. Doniphan dio órdenes expresas de mantener la disciplina y proteger las propiedades, estando los habitantes a la expectativa de la caravana. Los Estados Unidos tomaron posesión formal de la ciudad el 1 de marzo de 1846. Teniendo órdenes de reunirse con Wool empezó a buscarlo y oyendo que este se encontraba en Saltillo solicitó instrucciones en marzo 26. Se le ordenó reunirse con él, y dejó la ciudad el 25 de abril de 1847, dirigiéndose a Mapimí y luego a Parras, llegando a Saltillo en mayo 22. No lejos de Parras, el capitán Reid interceptó y venció una banda de 65 Comanches, haciéndoles 17 bajas, y recuperando 9 cautivos y 1,000 cabezas de ganado. El regimiento fue enviado a Monterrey, y ahí se les ordenó volver, llegando a Nueva Orleans en junio 15. Después de la salida de los americanos, la política tomo su curso normal. Con los esfuerzos combinados el Gobernador y el Congreso del Estado quienes se unieron a los Departamentos para pedir la restitución de la República Federal, aprovechando la debilidad del Supremo Gobierno. Así los representantes ante el Congreso de la Nación pedían en enero de 1847 la reforma a la Ley Orgánica de 1824 y una protestaban contra el embargo de las propiedades eclesiásticas. Rehusando el Gobernador de Durango a publicar el decreto de embargo de las propiedades eclesiásticas y protestando el Diputado Escudero de Chihuahua en el congreso nacional. Con el avance de la guerra y la posibilidad de otra invasión, se hicieron nuevos preparativos para la defensa, eliminándose el sistema de presidios y reduciendo a las guarniciones ahora como milicias de voluntarios.

## Batalla de Santa Cruz de Rosales
Noticias de las negociaciones de paz tendían a apaciguar los ánimos, pero entonces llegó la noticia del avance del general Price con tropas en gran número. Price salió de Santa Fe el 8 de febrero de 1848 con una Compañía Montada de Misuri, rumbo a El Paso. Ahí se había ordenado la concentración de 3 Compañías de Dragones de los E.U., Seis Compañías Montadas de Misuri, Dos Compañías de Infantería de Misisipi, las tres Compañías Montadas de Santa Fe de Walker y una de Artillería Ligera. Ángel Trías envió un mensajero al paso de Sacramento para pedir la tregua, sabiendo que noticias del fin de la Guerra ya habían llegado, pero Price entendió esto como un engaño y siguió avanzando. Ángel Trías se retiró con 400 hombres y 8 piezas de artillería, principalmente milicianos. Los americanos entraron a Chihuahua el 7 de marzo, descansando solo un día y saliendo en persecución inmediata al día siguiente. Encontrando a Ángel Trías fuertemente atrincherado en Rosales. Mientras esperaban el arribo de las tropas faltantes, Price entró en negociaciones. El 16 de marzo presentó su ultimátum a Ángel Trías, pero este había recibido refuerzos y fortalecido su posición. Ángel Trías respondió con una negativa a lo que Price ordenó fuego de 6 piezas de artillería, Ángel Trías contraatacó con la caballería dispersando a los atacantes, sin embargo el contraataque de Price dispersó a los montados. El asalto continuó y hacia el final del día habían llegado a la plaza del pueblo, ante lo cual a Ángel Trías no le quedó otro remedio que rendirse. Los estadounidenses narran que los mexicanos lucharon con valor y determinación, limpiando el honor perdido en otras batallas, incluso fuera de los límites de Chihuahua. Esta era la última batalla de la guerra, e innecesaria, puesto que la paz ya se había firmado. Los invasores tuvieron 3 bajas y 19 heridos, mientras los mexicanos contaban 238 bajas. Al inicio de la batalla se estima que los defensores eran cerca de 700, mientras los sitiadores cargaron al menos con 550.
Los invasores permanecieron ocupando Chihuahua por tres meses antes que la confirmación de la paz los llamara a retirarse. Su presencia sirvió para avivar el miedo de la posible cesión del estado, contra la cual se habían hecho repetidas protestas (a finales de 1847).

## Consecuencias Inmediatas de la Guerra
Durante la ocupación la gente se preocupaba del posible avance de los indígenas hostiles más acá del Río Bravo, ahora que la frontera había llegado ahí. El resultado fue un decreto fechado el 19 de julio de 1848, estableciendo 18 colonias militares a lo largo de toda la frontera norte. Estos deberían de reemplazar a los presidios como núcleos de población civil y para prevenir futuras invasiones o incursiones de los indígenas Se organizaron dividiendo la Frontera Norte en 3 secciones: Oriente (Coahuila y Tamaulipas), Chihuahua y Occidente (Baja California y Sonora). Chihuahua y Sonora recibirían cinco colonias, Baja California una, y Oriente siete, en total 2426 tropas (incluyendo 1751 de caballería), debiendo servir por seis años, al final de los cuales recibirían parte de los terrenos que vigilaban. Debido a la carencia crónica de fondos, las colonias no recibieron el impulso necesario ya sea en los hombres, colonos, o los instrumentos, los informes para 1851 indicaban que había menos de la mitad de las fuerzas estipuladas, con solamente una porción de los establecimientos con el desarrollo previsto. En la línea de Oriente que era menos expuesta a los indios, las colonias más al este no fueron fundadas, pero las de Chihuahua y del Occidente fueron establecidos definitivamente o provisionalmente, Chihuahua por 334 soldados, con 38 oficiales, y 322 colonos, poseyendo 78 casas, 18 carros, y 100 yugos de bueyes; y Occidente de 345 soldados, 38 oficiales, y 200 colonos, con solamente 4 casas, 4 carros y 50 yugos. El informe para 1852 citaba a las Colonias de Chihuahua con 347 hombres y 95 caballos.
Las revoluciones subsecuentes distrajeron la atención de la frontera, y las colonias declinaron en algunos años. En 1868 fueron publicadas órdenes para su renacimiento, pero no se tomaron medidas para reunir los fondos necesarios. En esos años un comité divulgó un encendido informe contrario a tales colonias, combinando deberes militares y agrícolas y recomendando en su lugar, de otro sistema con la erección de guarniciones militares en dondequiera que fueran necesarias. Esto todavía estaba bajo consideración en 1882-1883.
Como substituto parcial para las tropas regulares, reducidas bajo la reconstrucción económica de 1848, en 1849 se formaron las milicias, ahora reorganizadas y hechas para recibir a cada mexicano capaz entre las edades de 18 y 55, con el requisito para seis por cada milla de la población para servir en las divisiones móviles, obligado ser llamado más allá del estado por períodos cortos. En los estados norteños una fuerza móvil especial de 34 compañías fue decretada exclusivamente para la Guerra contra los Indígenas, de las cuales 8 estaban en Durango, y 4 para Chihuahua y Sonora, a ser formadas y equipadas por los estados con cargo al gobierno federal, el costo de cada compañía fue calculado en $18,252 por año, incluyendo $1575 para el equipo. Tamaulipas, Nuevo León y Zacatecas tenían 4 compañías cada uno, y Coahuila 6.

## Reanudación de la Guerra con los Indígenas
Durante la invasión americana las incursiones indígenas eran menos frecuentes, pero en 1848 fueron reasumidas a tal grado que las autoridades mexicanas fueron influenciadas para retomar el proyecto militar al de la colonia, apropiándose de $200,000 para ayudar a los estados en esta campaña, (Plan para la defensa de los Estados Invadidos, 24 de abril de 1849) y designando a un comité de miembros del Congreso de la región invadida para que informe sobre las mejores medidas a ser adoptadas para la acción común contra las tribus. Mientras tanto, varios de los estados, incluyendo Chihuahua y Durango, regresaron a caza de cueros cabelludos, asistida por los cazadores americanos. Pero a pesar del premio que estimulaba $200 para cada captura, (ó $250 por cada guerrero capturado), los cazadores no habían podido obtener mucho beneficio, o dejar impresión en las tribus. Kirker perdió a casi toda su banda, y Glanton masacró incluso a una tribu amigable. Mientras que de los estados al sur (no tan afligidos), se dejaba escuchar la indignación contra tales contratos de sangre. Pero casi cualquier medida era permitida bajo las circunstancias tan penosas, cuando una parte grande de Chihuahua quedó abandonada, y la mitad del este de Durango fue arrasada, así como millares de familias eran arruinadas, y millares más vivían la aprehensión diaria de un destino similar. Con la ayuda del gobierno una gran cantidad de tropas abrieron la campaña de 1850, con la resolución para no conceder ninguna paz a los indígenas que venían de los Estados Unidos. La principal operación fue dirigida hacia Laguna de Jaco(Hoy en el Municipio de Sierra Mojada, Coahuila, entonces en Chihuahua), operación Comandada por el Inspector Militar de la Frontera de Chihuahua; Emilio Langberg, a inicios de 1852 y apoyado por los seminolas, los indígenas se rindieron algunos evacuando el país, y los restantes firmando la paz. La vigilancia de ta les acuerdos fue confiada a las colonias militares recientemente establecidas. Sin embargo las constantes rebeliones políticas dejaban a los estados solos. Así nació un proyecto de coalición con Jalisco, Zacatecas, San Luis Potosí, y Tamaulipas enviando refuerzos. Pero pronto esta unión de los estados levanto sospechas independistas, los diputados de Chihuahua sonaron la alarma en octubre de 1852 y los acuerdos fueron terminados. El resultado del arreglo fue un aumento de incursiones y de la devastación, hasta que Chihuahua en 1856 pidió ayuda a Durango, estando ambos bajo el mismo problema. Tres de sus bastiones de defensa en Durango (Cuencamé, Santiago Papasquiaro y El Oro) reportaron 34, 102, y 68 bajas respectivamente en noviembre de 1856.

## La Mesilla
Las provincias de la frontera habían tenido grandes expectativas del sistema federal restaurado debajo de Herrera y Arista, sólo para ser decepcionadas. Se dejó que las colonias militares se descuidaran, y los presidios fueron dejados en una condición peor que siempre. Esto en sí mismo fue suficiente desconfiar la lealtad. La revolución en Jalisco, estableciendo la dictadura debajo de Antonio López de Santa Anna, encontró adeptos listos en Chihuahua, donde el mismo Ángel Trías dio la señal deponiendo el no muy popular gobernador Cordero en diciembre de 1852, (quién había sucedido a Ángel Trías después de su dimisión en 1850), y retomando los poderes estatales;,. La venta, sin embargo, a los Estados Unidos del Valle de La Mesilla, el cual era en parte de Chihuahua dio vuelta a la corriente de apoyo. Cuando Lane, gobernador de Nuevo México anunció sus pretensiones a esa zona del territorio, Ángel Trías marchó airosamente al frente con 500 hombres y 6 o 8 cañones, pero fue obligado a someterse a la transferencia formal, y a un límite disminuido de las tierras del estado. Poca ventaja fue derivada de los $ 7 000 000 pasados a través de las manos de Santa Anna. Este segundo despojo estremeció la voluntad de los ciudadanos, que fueron a atacar más de una vez, a los americanos establecidos y que viajaban durante 1853.

## Plan de Ayutla e Inicio de la Guerra de Reforma
Ambos estados se unieron puntualmente a favor del Plan de Ayutla, y publicaron constituciones federales en 1855.
Al sobrevenir La Guerra de Reforma, en favor de la nueva constitución, se extendió la rebelión a través del norte. Chihuahua sufrió menos, debido al amplio predominio de sentimientos liberales. El movimiento conservador de 1858 falló, aunque L. Zuloaga, hermano del líder en México, marchó de Corralitos al frente de 1000 hombres y ocupó Chihuahua y Parral, aunque no pudo poner un pie en Sonora. En agosto de 1859su ejército, equipado en parte a su propio costo, se había rendido a una fuerza menor bajo de Orozco, sin duda alguna porque tenía simpatías liberales, en junio del año siguiente deponía el gobernador. Dos meses más adelante, sin embargo, lo forzaron a buscar refugio en Durango. La lucha continuó en el interior, en parte ayudado del fugitivo Zuloaga, y en 1859 los conservadores y los liberales alternativamente se levantaron con el poder, señalando la ocupación del capital y de otras ciudades por ejecuciones y pillaje. Hacia el cierre del año Cajen entró de Jalisco con una gran fuerza. Después de una breve campaña en Chihuahua, que dio lugar a un restablecimiento temporal de los conservadores a inicios de 1860, avanzó sobre Durango, expulsando a los liberales bajo Jesús González Ortega y José María Patoni, y tomó la posesión del capital, como gobernador, hacia mediados del verano encontró conveniente intentar reunir fuerzas frescas en Chihuahua, para poder enfrentar a los liberales , y los derrota en Gallo, donde dio lugar a la muerte de 74 liberales y a la captura de 134, fuera de una fuerza puesta en 2000. Conjuntamente con S. Ramírez, Cajen venció la columna de P. Hinojosa, matando a casi 400, y tomando a 150 presos, pero fue vencido por M. Campos. Esto restableció las esperanzas de los liberales.

## Reforma, Juárez y laIntervención Francesa
- 1864. Del 2 al 5 de octubre, se convierte en capital del país, con la presencia del presidente Juárez en la Parral.[5]
- 1865 En agosto, en su peregrinación hacia el norte, Don Benito Juárez pernocta en El Carrizal.[6]

Cajen ha ganado, de hecho, algunas ventajas, algunos de sus partidarios llevando en sus banderas la inscripción: ‘’’sangre, robo y exterminio’’’. Pero su derrota pronto después en Sinaloa, y la muerte por la traición en la mano de quién él había perdonado, pasó el triunfo al partido opuesto (1 de febrero de 1861). Los vencedores de Durango (José María Patoni , liberal) así como de Chihuahua (J.E. Muñoz, también liberal) aceleraron sus esfuerzos para acortar las alas del clero, haciendo cumplir la incautación de sus bienes según lo decretado por el presidente. Esta medida condujo al partido opuesto a prolongar la lucha, aunque con poco éxito, al final de la cual eligieron Gobernador de Chihuahua al general Luis Terrazas. Él también tuvo que continuar la tarea de suprimir a las guerrillas conservadoras durante 1861. La supremacía Liberal duraría poco sin embargo, porque al año siguiente la Intervención Francesa dio el poder a los conservadores. Sus primeros esfuerzos no eran prometedores, porque la entrada de ejércitos extranjeros dio a liberales a mayor apoyo. Conforme la amenaza crecía, el enérgico José María Patoni fue investido con el poder civil así como el comando militar de Durango, debido en parte a un movimiento revolucionario por la columna Borrego en la primavera de 1863 y posteriormente también sobre las fuerzas de Chihuahua. Al mismo tiempo un decreto supremo del abril de 1864 proclamó ley marcial en Chihuahua, y designó a J. J. Casavantes como gobernador. La legislatura se opuso tan vigorosamente a la remoción de Luis Terrazas, que José María Patoni se decidió a marchar con una fuerza para mantener la orden del presidente. Las autoridades locales cedieron, y el comandante en jefe hizo una prudente concesión parcial instalando al popular Ángel Trías como gobernador y a sus militares en segundo lugar. Para estas fechas los franceses habían controlado las provincias centrales de la república, y se habían preparado para conquistar el norte, y expulsar al gobierno liberal, fugitivo entonces en Saltillo. Con este fin el general Heriller avanzó con su brigada desde Zacatecas a Durango, ocupó tranquilamente la Capital del Estado el 3 de julio de 1864, y confió la administración al Prefecto B. Sarabia, cuyos esfuerzos para el reconocimiento del emperador Maximiliano toparon con una fuerte oposición . El gobernador temporal Mascareñas colocó el 1 de julio de 1864 la ciudad bajo ley marcial, apoyada por el General Ochoa. Refuerzos fueron enviados para mantener el control, una tarea facilitada por el enfrentamiento en Estanzuelas el 21 de septiembre de 1864, en donde las fuerzas combinadas de José María Patoni y otros líderes, bajo dirección de Jesús González Ortega, recibieron una derrota que les obligó a retirarse al norte. El supremo gobierno, que en agosto había sido evacuado de Saltillo hacia el distrito de Nazas, fueron obligados a retirarse a Chihuahua, dónde llegaron el 12 de octubre de 1864. Aquí la gente recibió a Juárez con las demostraciones más leales, dirigidas por Gobernador Ángel Trías. Este había rechazado indignadamente una oferta para unirse a los imperialistas del traidor Langberg, el danés, antes General en servicio republicano.( Él había sido igualmente firme en 1861, cuando vinieron rumores de avances o de invasiones de confederados desde Estados Unidos. ) El 15 de octubre de 1864 Chihuahua fue declarada la capital provisional y fueron tomadas medidas para reunir recursos y a hombres. En noviembre de 1864 el imperio había penetrado a Río Florido, pero la distracción de tropas hacia Sinaloa les impidió sostener el avance. En mayo de 1865, José María Patoni (republicano) comenzó a avanzar, y poco después Carbajal se aventuró sitiar Durango. Márquez de León indica que lo designaron gobernador de Durango por estas fechas. Entonces Juárez dio el puesto a Carbajal, y Márquez se retiró enardecido. Sin embargo, la llegada de refuerzos del imperio bajo Brincourt, los hizo retirarse. Este tenía órdenes para entrar en Chihuahua, y expulsar al presidente republicano de su última capital estatal. Los franceses avanzaron con una fuerza de 2,500, empujando a los liberales, y dejando destacamentos en Río Florido (hoy Ciudad Jímenez), Allende, Parral, y Santa Rosalía (hoy Camargo). Las fuerzas de Ruiz, Aguirre, Villagrán, y Ojinaga no ofrecieron ninguna oposición y las autoridades republicanas huyeron a El Paso (hoy Ciudad Juárez). Brincourt tomó posesión de Chihuahua el 15 de agosto de 1865, y designó a Zuloaga como prefecto. Habría sido fácil continuar la marcha y obligar a Juárez a cruzar la frontera, pero temiendo un enfrentamiento con las tropas de Estados Unidos, Bazaine había ordenado a los franceses volver a Durango después de avanzar no más de un día más allá de la ciudad de Chihuahua. Brincourt pidió el permiso de dejar a 1,000 hombres, con quienes podría fácilmente controlar el estado. Sin embargo, las órdenes fueron repetidas, y los invasores se retiraron el 29 de octubre de 1865. El gobierno republicano reocupó el capital, y concilió con el popular Terrazas, restaurándole el cargo de Gobernador. Este acababa de ser vacante por la muerte del General Ojinaga, que cayó en agosto en Guerrero, perseguido por una partida imperial. Maximiliano se ofuscó profundamente al oír hablar de la retirada de Brincourt en una expedición con el objetivo de expulsar a Juárez de suelo mexicano. Ante lo cual Bazaine ordenó a 500 hombres, bajo de Billot, reocupar el capital, que él hizo el 11 de diciembre de 1865. Juárez regresó a El Paso siendo recibido con amplias muestras de simpatía por la población, mientras que sus oficiales se quedaron atrás de nuevo para acosar las comunicaciones del enemigo. Aguirre avanzó en el desierto al sureste, y Villagrán derrotó un destacamento francés en Parral. (El 8 de agosto de 1865, consistía en 66 hombres bajo del Teniente Pyot, que luchó desesperadamente, y perdió 17 hombres y 24 presos.) Los Juaristas, mientras, habían perdido al General Meoqui. Billot infligió algunas derrotas, sin embargo, y vencieron a Gómez y Casavantes en enero de 1866, cerca de Guerrero. Todo esto servía para mantener el patriotismo de los liberales, y cuando la actitud amenazadora de los Estados Unidos indujo a franceses a concentrar sus fuerzas para la retirada, las fuerzas mexicanas se lanzaron en su persecución. Apenas se había iniciado la retirada en febrero de 1866, cuando los republicanos se enfrentaron a columnas conservadoras en posesión de Chihuahua y de otros puntos principales. La marcha obligó a que los imperialistas evacuaran la capital, donde la mitad de la guarnición conservadora se pronunciaba por los liberales, (alrededor de 700) el 20 de marzo de 1866. A mediados de 1866 los liberales podían declarar Chihuahua libre de enemigos, siendo Parral la última plaza sostenida por el imperio. Ahora se unían a las fuerzas republicanas en Durango, que había mantenido la lucha bajo circunstancias aún más adversas. Corona, de Sinaloa, asistió a Patoni y a otros líderes para atacar a los imperialistas, e incluso se aventuró amenazar Durango, capturando, en enero de 1866, la importante base de Nazas, para después derrotar a Ay el 1 de marzo de 1866, quién cayó en la batalla.

## Régimen de Juárez después del Imperio
En la elección general de 1867, este apoyo firme de la causa liberal recibió una mayoría abrumadora de votos, especialmente en Chihuahua. Donde Luis Terrazas fue confirmado como Gobernador por la gente de Chihuahua. La administración de Juárez tuvo otra crisis por su supuesta implicación en el asesinato del jefe militar José María Patoni, por el general Canto, en agosto de 1868, quién lo hizo ser arrastrado de su casa en Durango, y lo asesinó en Analco el 18 de agosto de 1868. Canto se rindió y su comando transferido a Donato Guerra. Lo condenaron a la muerte, pero la sentencia fue cambiada a diez años de confinamiento. El crecimiento de esta sensación de malestar se hizo clara el año siguiente, por una rebelión tan extensa, que el gobierno se preparó para suspender las garantías constitucionales, a lo cual se opuso el gobernador de Chihuahua. Las hostilidades se mantuvieron durante los años siguientes, hasta la reelección de Juárez en 1871, que, siendo declarada fraudulenta, dio lugar a pronunciamientos a favor de la revolución comenzada por Porfirio Díaz, el candidato popular. El movimiento fue exitoso al principio bajo la dirección de Donato Guerra, que tomó Durango y controló Chihuahua; pero la muerte de Benito Juáreza mediados de 1872 hizo que los juaristas cedieran; Díaz abandonó sus aspiraciones y la paz fue restaurada. En Chihuahua, este período fue encabezado por el Gobernador A. Ochoa en noviembre de 1873, pues Luis Terrazas había dimitido en 1872. Las elecciones de 1875 causaron nuevas hostilidades, y los Porfiristas renovaron hostilidades. Ángel Trías dirigió este nuevo movimiento en Chihuahua en junio de 1875, y mantuvo control del estado hasta el 18 de septiembre de 1875, cuando el gobierno tomó posesión de la capital y capturó a Donato Guerra, líder de la revolución en el norte, que intentaba unirse a sus partidarios, habiendo sido expulsado de Sinaloa. Se dice que Donato Guerra fue asesinado en un campamento en Avalos (hoy parte de la ciudad de Chihuahua) donde lo encarcelaron, durante un ataque por Ángel Trías. En octubre numerosos puntos fueron ocupados por los rebeldes, aun así el gobierno decía poco después para haber recuperado el control el 25 de noviembre de 1875.

## Porfiriato
La rebelión de Porfirio Díaz triunfó en enero siguiente (1876), con lo cual Trías fue recompensado por su lucha con la elección al puesto vacante de Gobernador. Los estados norteños tenían todavía que aguantar una intentona hecha por el partido Lerdista, maniobrando desde el exilio en los Estados Unidos. Resultando en una ocupación temporal de El Paso, a mediados de 1877. La sequía se abatió en 1877 causando serios disturbios, que causaron la muerte de algunas personas. El congreso ofreció reducir el precio del maíz de 6 a 2 centavos por libra. Todo este malestar causó la revuelta de G. Casavantes de agosto de 1879, acusando a Ángel Trías de malversación de fondos y de mala administración. Desde Guerrero, exigió el retiro de Ángel Trías, y tuvo éxito, después de una breve campaña, en ganar la posesión de la capital. El avance de tropas federales bajo Treviño, causaba su rendición inmediata; con todo y eso logró su objetivo, porque el Ángel Trías fue acusado y depuesto. Terrazas fue llamado en noviembre para substituirlo, y gobernó hasta 1884, cuando el general Carlos Fuero ganó las elecciones. Mientras tanto, una disputa se había presentado entre los estados vecinos de Durango y Coahuila referente a zonas de la frontera. En el último caso el agua causó la virtual invasión de Coahuila por Durango, y obligaron a la interferencia de tropas federales. Para agravar la situación, que en lo que concierne a la zona de Sierra Mojada, con sus yacimientos de oro, que afectaban a los tres estados, con lo que fue propuesto formar aquí un territorio federal. Las demandas de Durango recibieron tal apoyo en el Congreso federal que tal plan se abandonó. Causando la protesta de Chihuahua en mayo de 1880. Finalmente se llegó a un arreglo amistoso.

## Últimas Incursiones de los Apaches
Bajo los esfuerzos más enérgicos del gobierno de Porfirio Díaz, y de la cooperación de los Estados Unidos, las incursiones de los Apaches habían disminuido. Los Estados Unidos propusieron más de una vez que una campaña común contra los indígenas, así como un acuerdo de manera que las tropas de ambas repúblicas pudieran cruzar los límites en su búsqueda. Este plan no agradaba a México, pues el objeto de la república norteña era más el capturar a los abigeos que a los nativos hostiles. El gobierno no podría permitir que los extranjeros arrestaran a sus ciudadanos, mientras que un privilegio similar en perseguir a ladrones de Texas habría creado dificultades.
Esta vacilación causó que las demandas contra México por daños de los colonos perjudicados en Texas, aumentaran, teniendo que finalmente ser reconocidas (estando a punto de iniciar otra Guerra entre las dos naciones), mientras que los nativos encontraban un refugio en el otro lado. México inútilmente protestó contra la culpabilidad de los Estados Unidos en no guardar mejor sus reservaciones de las cuales las partidas habían salido sobre todo en los últimos años. Finalmente accediendo, en 1882, a la introducción mutua de tropas, (los EE. UU. restringidos a la búsqueda de indios exclusivamente). Las campañas conjuntas también fueron negociadas, con un rápido efecto en la reducción del número de ataques. Todo esto favoreció la formación de colonias al este y norte del estado, con el principal objetivo de establecer las primeras líneas del ferrocarril.

## Pos-Priísmo
- Estudios de Historia Moderna y Contemporánea de México (e-journal UNAM)
- Consejo Nacional de Población-Para el Índice de Marginación
- Página en la cual se localiza un listado de sitios web de empresas, gobiernos municipales y deportes.

## Enlaces de Historia
- De la Biblioteca de Kansas, reproducción del libro "Campaña en Nuevo México con el Coronel Doniphan" por Frank S. Edwards 1847, con detalles y reportes de las Batallas de Sacramento y El BracitoEn Inglés Dominio Público
- De la Biblioteca de Kansas, reproducción del libro "Comercio de las Praderas" por Josiah A. Gregg 1844 vol.1 , y 1845 vol.2, con detalles de viajes en el Oeste incluyendo Chihuahua y Nuevo México entre 1839 y 1840En Inglés Dominio Público
- Rebeliones Indígenas en Durango, la mayoría de las cuales involucraban también a Chihuahua En Inglés
- Caza de Cueros Cabelludos con Mapa de Incursiones ApachesEn Inglés
- Biog. de Pedro García Conde
- Varios Datos de Chihuahua
- Gobernadores de Chihuahua
- The Getty con una colección de fotos desde 1857 hasta la Revolución, el sitio está en inglés